# Trận Wilson's Wharf
Trận Wilson's Wharf (còn gọi là Trận đồn Pocahontas) là một trận đánh trong Chiến dịch Overland của Thiếu tướng Liên bang miền Bắc là Ulysses S. Grant chống lại Binh đoàn Bắc Virginia của Đại tướng Liên minh miền Nam là Robert E. Lee.
Vào ngày 24 tháng 5, Sư đoàn Kỵ binh Liên minh (khoảng 2.500 lính) của Thiếu tướng Fitzhugh Lee tấn công kho quân nhu của phe Liên bang tại Wilson's Wharf, trên sông James River ở phía Đông Thành phố Charles, Virginia. Họ bị hai Trung đoàn người Mỹ gốc Phi (khoảng 1.100 lính) của Lực lượng Da màu Hoa Kỳ (USCT) dưới sự chỉ huy của Chuẩn tướng Edward A. Wild đẩy lùi, khi Wild đang trong tiến trình xây dựng một đồn lũy tại đây mà sẽ được đặt tên là đồn Pocahontas. Trận đánh này là cuộc giao tranh đầu tiên của Binh đoàn Bắc Virginia của tướng Lee với quân Mỹ gốc Phi.